# 五台山遗址
五台山遗址是一座位于中华人民共和国吉林省长春市农安县永安乡艾干吐村的新石器时代和青铜时代遗址。该遗址于2017年发现并开始发掘，共计发现灰坑、墓葬、房址等各类生活生存遗迹50余处，出土陶器、玉器、骨器约500件。2019年10月7日，五台山遗址入选第八批全国重点文物保护单位。